# Liverpool Football Club 2019-2020
Questa voce raccoglie le informazioni riguardanti il Liverpool Football Club nelle competizioni ufficiali della stagione 2019-2020.

## Stagione

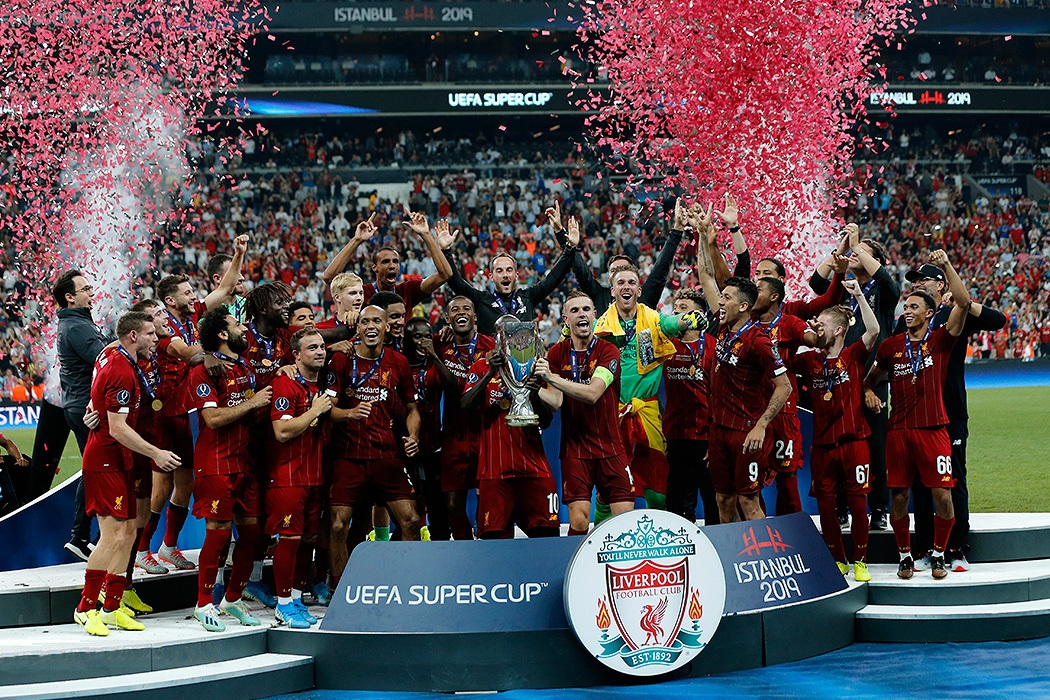
I giocatori del Liverpool festeggiano la vittoria della Supercoppa UEFA, ottenuta ai danni dei connazionali del.

. La stagione 2019-2020 ha ufficialmente inizio il 4 agosto con la finale del Community Shield, persa per 5-4 ai tiri di rigore contro il Manchester City dopo l'1-1 dei tempi regolamentari. Tuttavia Il 14 agosto successivo i Reds si aggiudicano la Supercoppa UEFA battendo il Chelsea, nuovamente ai tiri di rigore, con lo stesso risultato dopo il 2-2 maturato al termine dei tempi supplementari. All'ottimo avvio in Premier League, si unisce il superamento della fase a gironi della Champions League grazie al primo posto conquistato nel gruppo E. L'avvio in campionato è estremamente positivo: la squadra inanella ben otto vittorie di fila in altrettante giornate e ben ventisei vittorie e un pareggio (quest'ultimo sul campo del Manchester United per 1-1) nelle prime ventisette giornate, accumulando un enorme vantaggio sulla seconda in classifica e subendo la prima sconfitta solamente al 28º turno, sul campo del Watford, per 3-0. L'enorme vantaggio sulla seconda classificata permette ai Reds di vincere il titolo per la 19ª volta nella loro storia, con ben sette giornate d'anticipo (31ª giornata), grazie al trionfo interno sul Crystal Palace per 4-0 e alla successiva sconfitta dei Citiziens, sul campo del Chelsea, per 2-1: la squadra di Klopp torna a vincere il campionato dopo trent'anni dall'ultimo successo. A dicembre il Liverpool disputa la Coppa del mondo per club in Qatar: dopo aver superato in semifinale i messicani del Monterrey per 2-1, in finale i Reds battono il Flamengo per 1-0 ai tempi supplementari, aggiudicandosi il primo titolo mondiale della loro storia. Invece in League Cup arriva l'eliminazione ai quarti di finale contro l'Aston Villa con una pesante sconfitta per 5-0, però il Liverpool è costretto a schierare la formazione Under-23 per via della contemporanea partecipazione alla Coppa del mondo per club della prima squadra. Il cammino in FA Cup si interrompe agli ottavi di finale con l'eliminazione per mano del Chelsea (sconfitta per 2-0 a Londra); la stessa cosa si verifica in Champions League dove viene eliminato dagli spagnoli dell'Atlético Madrid in seguito alla sconfitta subita sia all'andata in Spagna (1-0) sia al ritorno in casa ai tempi supplementari (3-2): per la seconda volta nella storia il Liverpool viene eliminato agli ottavi di finale della massima competizione europea per club dopo aver vinto l'edizione precedente. 

## Maglie e sponsor
| Casa | Trasferta | Terza divisa |

## Organigramma societario
ORGANI DI AMMINISTRAZIONE E CONTROLLO
Consiglio di amministrazione
- Proprietario: John W. Henry
- Presidente: Tom Werner
- Presidenti onorari: D.R. Moores, T.D. Smith, K.E.B. Clayton, J.D. Burns, J.H. Cresswell
- Vicepresidente: David Ginsberg
- Amministratore delegato - CdA: Sir Kenny Dalglish
- Direttore generale: Michael Gordon
- Chief Executive Officer: Peter Moore
- Chief Operating Officer: Andy Hughes
- Amministratori: Michael Gordon, Mike Egan

AREE E MANAGEMENT
Area gestione aziendale
- Segretario generale: Ian Silvester
- Segretario del Club: Danny Stanway
- Kit Manager: Graham Carter, John Wright

Area comunicazione
- Direttore della comunicazione: Susan Black
- Addetto stampa: Matt McCann

Area sportiva
- Direttore sportivo: Michael Edwards
- Head of Ticketing and Hospitality: Phil Dutton
- Supporter Liaison Officer: Yonit Sharabi
- Stadium Manager: Mickel Lauritsen
- Academy Director: Alex Inglethorpe

Area tecnica
- Allenatore: Jürgen Klopp
- Allenatore in seconda: Peter Krawietz
- Collaboratori tecnici: Pepijn Lijnders, Angel Vales
- Preparatore dei portieri: John Achterberg
- Responsabile preparazione atletica: Philipp Jacobsen
- Preparatori atletici: Louise Fawcett, Matt Konopinski, Christopher Rohrbeck, Paul Small
- Responsabile Training Check: Mark Hulse, Andreas Kornmayer

Area sanitaria
- Team Doctor: Dr. Andrew Massey

## Rosa
Rosa, numerazione e ruoli, tratti dal sito ufficiale, sono aggiornati al 2 gennaio 2020.
| N. |                        | Ruolo | Calciatore                   |
| -- | ---------------------- | ----- | ---------------------------- |
| 1  | Brasile (bandiera)     | P     | Alisson Becker               |
| 2  | Inghilterra (bandiera) | D     | Nathaniel Clyne              |
| 3  | Brasile (bandiera)     | C     | Fabinho                      |
| 4  | Paesi Bassi (bandiera) | D     | Virgil van Dijk              |
| 5  | Paesi Bassi (bandiera) | C     | Georginio Wijnaldum          |
| 6  | Croazia (bandiera)     | D     | Dejan Lovren                 |
| 7  | Inghilterra (bandiera) | C     | James Milner (vice-capitano) |
| 8  | Guinea (bandiera)      | C     | Naby Keïta                   |
| 9  | Brasile (bandiera)     | A     | Roberto Firmino              |
| 10 | Senegal (bandiera)     | A     | Sadio Mané                   |
| 11 | Egitto (bandiera)      | A     | Mohamed Salah                |
| 12 | Inghilterra (bandiera) | D     | Joe Gomez                    |

| N. |                        | Ruolo | Calciatore                  |
| -- | ---------------------- | ----- | --------------------------- |
| 13 | Spagna (bandiera)      | P     | Adrián                      |
| 14 | Inghilterra (bandiera) | C     | Jordan Henderson (capitano) |
| 15 | Inghilterra (bandiera) | C     | Alex Oxlade-Chamberlain     |
| 18 | Giappone (bandiera)    | A     | Takumi Minamino             |
| 20 | Inghilterra (bandiera) | C     | Adam Lallana                |
| 22 | Inghilterra (bandiera) | P     | Andrew Lonergan             |
| 23 | Svizzera (bandiera)    | C     | Xherdan Shaqiri             |
| 26 | Scozia (bandiera)      | D     | Andrew Robertson            |
| 27 | Belgio (bandiera)      | A     | Divock Origi                |
| 32 | Camerun (bandiera)     | D     | Joël Matip                  |
| 66 | Inghilterra (bandiera) | D     | Trent Alexander-Arnold      |

## Calciomercato

### Sessione estiva (dall'1/7 all'8/8)
Il mercato in entrata quest'anno non registra nessun colpo significativo. Viene ingaggiato il portiere spagnolo Adrián San Miguel del Castillo, noto semplicemente come Adrián, a fine mercato per sostituire il partente Simon Mignolet direzione Bruges per 7 milioni di euro. Inoltre vengono ingaggiati due giovani di molta prospettiva: il primo è il difensore olandese Sepp van den Berg dallo Zwolle per una cifra vicina ai 2 milioni di euro, mentre il secondo è Harvey Elliott acquistato dal Fulham senza però rendere note le cifre dell'affare. Sul fronte delle cessioni invece lasciano la squadra a parametro zero Alberto Moreno per accasarsi al Villarreal e Daniel Sturridge che verso fine estate si accaserà ai turchi del Trabzonspor, oltre alla cessione già citata del portiere Simon Mignolet. Inoltre viene riscattato da parte del Southampton Danny Ings per 22 milioni mentre vengono ceduti in prestito Marko Grujić, rinnovato il prestito all'Hertha Berlino, Ben Woodburn all'Oxford United e Harry Wilson al Bournemouth a cui viene aggiunto anche un conguaglio di 2,7 milioni di euro.
| Acquisti         | Acquisti          | Acquisti       | Acquisti                |
| R.               | Nome              | da             | Modalità                |
| ---------------- | ----------------- | -------------- | ----------------------- |
| P                | Adrián            | West Ham Utd   | svincolato              |
| P                | Andrew Lonergan   | -              | svincolato              |
| Altre operazioni |                   |                |                         |
| D                | Sepp van den Berg | Zwolle         | definitivo (1,90 mln €) |
| A                | Harvey Elliott    |                |                         |
| A                | Danny Ings        | Southampton    | fine prestito           |
| A                | Sheyi Ojo         | Stade Reims    | fine prestito           |
| C                | Marko Grujić      | Hertha Berlino | fine prestito           |
| A                | Harry Wilson      | Derby County   | fine prestito           |
| A                | Taiwo Awoniyi     | R.E. Mouscron  | fine prestito           |

| Cessioni         | Cessioni         | Cessioni       | Cessioni                      |
| R.               | Nome             | a              | Modalità                      |
| ---------------- | ---------------- | -------------- | ----------------------------- |
| D                | Alberto Moreno   | Villarreal     | svincolato                    |
| A                | Daniel Sturridge | Trabzonspor    | svincolato                    |
| P                | Simon Mignolet   | Club Bruges    | definitivo (7 mln €)          |
| Altre operazioni |                  |                |                               |
| A                | Danny Ings       | Southampton    | definitivo (22,20 mln €)      |
| A                | Sheyi Ojo        | Rangers        | prestito                      |
| P                | Ádám Bogdán      |                | svincolato                    |
| D                | Connor Randall   | Arda Kărdžali  | svincolato                    |
| C                | Marko Grujić     | Hertha Berlino | rinnovo prestito (2 mln €)    |
| A                | Ben Woodburn     | Oxford Utd     | prestito                      |
| A                | Harry Wilson     | Bournemouth    | prestito oneroso (2,70 mln €) |
| C                | Ovie Ejaria      | Reading        | prestito                      |
| A                | Taiwo Awoniyi    | Magonza        | prestito oneroso (500.000 €)  |

### Sessione invernale (dall'1/1 al 31/1)
| Acquisti | Acquisti        | Acquisti   | Acquisti              |
| R.       | Nome            | da         | Modalità              |
| -------- | --------------- | ---------- | --------------------- |
| A        | Takumi Minamino | Salisburgo | definitivo (10 mln €) |

| Cessioni | Cessioni | Cessioni | Cessioni |
| R.       | Nome     | a        | Modalità |
| -------- | -------- | -------- | -------- |

## Risultati

### Premier League
| Arbitro: | Oliver |

|                                                   |           |           |
| Hanley 7’ (aut.) Salah 19’ van Dijk 28’ Origi 42’ | Marcatori | 64’ Pukki |

| Arbitro: | Marriner |

|          |           |                        |
| Ings 83’ | Marcatori | 45+1’ Mané 71’ Firmino |

| Arbitro: | Taylor |

|                                |           |              |
| Matip 41’ Salah 49’ (rig.) 59’ | Marcatori | 85’ Torreira |

| Arbitro: | Kavanagh |

|  |           |                                      |
|  | Marcatori | 33’ (aut.) Wood 37’ Mané 80’ Firmino |

| Arbitro: | Marriner |

|                        |           |            |
| Mané 28’ 40’ Salah 72’ | Marcatori | 7’ Willems |

| Arbitro: | Oliver |

|           |           |                                  |
| Kanté 71’ | Marcatori | 14’ Alexander-Arnold 30’ Firmino |

| Arbitro: | Taylor |

|  |           |               |
|  | Marcatori | 70’ Wijnaldum |

| Arbitro: | Kavanagh |

|                              |           |              |
| Mané 40’ Milner 90+5’ (rig.) | Marcatori | 80’ Maddison |

| Arbitro: | Atkinson |

|              |           |             |
| Rashford 36’ | Marcatori | 85’ Lallana |

| Arbitro: | Taylor |

|                                |           |         |
| Henderson 52’ Salah 75’ (rig.) | Marcatori | 1’ Kane |

| Arbitro: | Moss |

|               |           |                          |
| Trézeguét 21’ | Marcatori | 87’ Robertson 90+4’ Mané |

| Arbitro: | Oliver |

|                               |           |           |
| Fabinho 6’ Salah 13’ Mané 51’ | Marcatori | 78’ Silva |

| Arbitro: | Friend |

|          |           |                      |
| Zaha 82’ | Marcatori | 49’ Mané 85’ Firmino |

| Arbitro: | Atkinson |

|                  |           |          |
| van Dijk 18’ 24’ | Marcatori | 79’ Dunk |

| Arbitro: | Dean |

|                                                 |           |                             |
| Origi 6’ 31’ Shaqiri 17’ Mané 45’ Wijnaldum 90’ | Marcatori | 21’ Keane 45+3’ Richarlison |

| Arbitro: | Kavanagh |

|  |           |                                            |
|  | Marcatori | 35’ Oxlade-Chamberlain 44’ Keïta 54’ Salah |

| Arbitro: | Marriner |

|               |           |  |
| Salah 38’ 90’ | Marcatori |  |

| Arbitro: | Moss |

|  |           |                                         |
|  | Marcatori | 35’ (rig.) Salah 52’ Oxlade-Chamberlain |

| Arbitro: | Oliver |

|  |           |                                                         |
|  | Marcatori | 31’, 74’ Firmino 71’ (rig.) Milner 78’ Alexander-Arnold |

| Arbitro: | Taylor |

|          |           |  |
| Mané 42’ | Marcatori |  |

| Arbitro: | Tierney |

|                   |           |  |
| Salah 4’ Mané 64’ | Marcatori |  |

| Arbitro: | Atkinson |

|  |           |             |
|  | Marcatori | 37’ Firmino |

| Arbitro: | Pawson |

|                          |           |  |
| van Dijk 14’ Salah 90+3’ | Marcatori |  |

| Arbitro: | Oliver |

|             |           |                          |
| Jiménez 51’ | Marcatori | 8’ Henderson 84’ Firmino |

| Arbitro: | Friend |

|                                                    |           |  |
| Oxlade-Chamberlain 47’ Henderson 60’ Salah 71’ 90’ | Marcatori |  |

| Arbitro: | Attwell |

|  |           |          |
|  | Marcatori | 78’ Mané |

| Arbitro: | Moss |

|                                 |           |                      |
| Wijnaldum 9’ Salah 68’ Mané 81’ | Marcatori | 12’ Diop 54’ Fornals |

| Arbitro: | Oliver |

|                         |           |  |
| Sarr 54’ 60’ Deeney 72’ | Marcatori |  |

| Arbitro: | Tierney |

|                    |           |           |
| Salah 24’ Mané 33’ | Marcatori | 9’ Wilson |

| Liverpool 21 giugno 2020, ore 19:00 WET 30ª giornata | Everton  | 0 – 0 | Liverpool | Goodison Park (0. spett.)\| Arbitro: \| Atkinson \| |
| Arbitro:                                             | Atkinson |       |           |                                                     |

| Arbitro: | Atkinson |

|                                                     |           |  |
| Alexander-Arnold 23’ Salah 44’ Fabinho 55’ Mané 69’ | Marcatori |  |

| Arbitro: | Taylor |

|                                                                    |           |  |
| De Bruyne 25’ (rig.) Sterling 35’ Foden 45’ Chamberlain 66’ (aut.) | Marcatori |  |

| Arbitro: | Tierney |

|                    |           |  |
| Mané 71’ Jones 89’ | Marcatori |  |

| Arbitro: | Pawson |

|              |           |                            |
| Trossard 45’ | Marcatori | 6’, 76’ Salah 8’ Henderson |

| Arbitro: | Coote |

|               |           |               |
| Robertson 34’ | Marcatori | 69’ Rodríguez |

| Arbitro: | Tierney |

|                          |           |          |
| Lacazette 32’ Nelson 44’ | Marcatori | 20’ Mané |

| Arbitro: | Marriner |

|                                                                                  |           |                                      |
| Keita 23’ Alexander-Arnold 38’ Wijnaldum 43’ Roberto Firmino 55’ Chamberlain 84’ | Marcatori | 45+3’ Giroud 61’ Abraham 73’ Pulisic |

| Arbitro: | Taylor |

|          |           |                                 |
| Gayle 1’ | Marcatori | 38’ Van Dijk 59’ Origi 89’ Mané |

### FA Cup
| Arbitro: | Moss |

|           |           |  |
| Jones 71’ | Marcatori |  |

| Arbitro: | Hooper |

|                         |           |                           |
| Cummings 65’ (rig.) 75’ | Marcatori | 15’ Jones 46’ (aut.) Love |

| Arbitro: | Madley |

|                     |           |  |
| Williams 75’ (aut.) | Marcatori |  |

| Arbitro: | Kavanagh |

|                         |           |  |
| Willian 13’ Barkley 64’ | Marcatori |  |

### EFL Cup
| Arbitro: | Langford |

|  |           |                       |
|  | Marcatori | 41’ Milner 69’ Hoever |

| Arbitro: | Marriner |

|                                                                            |                      |                                                                |
| Mustafi 6’ (aut.) Milner 43’ (rig.) Oxlade-Chamberlain 58’ Origi 62’ 90+4’ | Marcatori            | 19’ Torreira 26’ 36’ Martinelli 54’ Maitland-Niles 70’ Willock |
| Milner Lallana Brewster Origi Jones                                        | Tiri di rigore 5 – 4 | Bellerín Guendouzi Martinelli Ceballos Maitland-Niles          |

| Arbitro: | Mason |

|                                                            |           |  |
| Hourihane 14’ Boyes 17’ (aut.) Kodjia 37’ 45’ Wesley 90+2’ | Marcatori |  |

### UEFA Champions League

#### Fase a gironi
| Arbitro: | Brych |

|                                   |           |  |
| Mertens 82’ (rig.) Llorente 90+2’ | Marcatori |  |

| Arbitro: | Ekberg |

|                                     |           |                                   |
| Mané 9’ Robertson 25’ Salah 36’ 69’ | Marcatori | 39’ Hwang 56’ Minamino 60’ Håland |

| Arbitro: | Vincic |

|          |           |                                              |
| Odey 88’ | Marcatori | 2’ 57’ Oxlade-Chamberlain 77’ Mané 87’ Salah |

| Arbitro: | Kruzliak |

|                                      |           |             |
| Wijnaldum 14’ Oxlade-Chamberlain 53’ | Marcatori | 41’ Samatta |

| Arbitro: | Carlos del Cerro |

|            |           |             |
| Lovren 65’ | Marcatori | 21’ Mertens |

| Arbitro: | Makkelie |

|  |           |                     |
|  | Marcatori | 57’ Keïta 58’ Salah |

#### Fase ad eliminazione diretta
| Arbitro: | Marciniak |

|         |           |  |
| Saúl 4’ | Marcatori |  |

| Arbitro: | Makkelie |

|                           |           |                                   |
| Wijnaldum 43’ Firmino 94’ | Marcatori | 97’ 105+1’ Llorente 120+1’ Morata |

### FA Community Shield
| Arbitro: | Atkinson |

|                                                    |                      |                                             |
| Matip 77’                                          | Marcatori            | 12’ Sterling                                |
| Shaqiri Wijnaldum Lallana Oxlade-Chamberlain Salah | Tiri di rigore 4 – 5 | Gündoğan Silva Foden Zinčenko Gabriel Jesus |

### Supercoppa UEFA
| Arbitro: | Frappart |

|                                              |                      |                                        |
| Mané 48’ 95’                                 | Marcatori            | 36’ Giroud 101’ (rig.) Jorginho        |
| Firmino Fabinho Origi Alexander-Arnold Salah | Tiri di rigore 5 – 4 | Jorginho Barkley Mount Emerson Abraham |

### Coppa del mondo per club FIFA
| Arbitro: | Tobar |

|                |           |                         |
| Funes Mori 14’ | Marcatori | 12’ Keïta 90+1’ Firmino |

| Arbitro: | Al-Jassim |

|             |           |  |
| Firmino 99’ | Marcatori |  |

## Statistiche

### Statistiche di squadra
Statistiche aggiornate al 26 luglio 2020.
| Competizione                  | Punti            | In casa | In casa | In casa | In casa | In casa | In casa | In trasferta | In trasferta | In trasferta | In trasferta | In trasferta | In trasferta | Totale | Totale | Totale | Totale | Totale | Totale | DR  |
| Competizione                  | Punti            | G       | V       | N       | P       | Gf      | Gs      | G            | V            | N            | P            | Gf           | Gs           | G      | V      | N      | P      | Gf     | Gs     | DR  |
| ----------------------------- | ---------------- | ------- | ------- | ------- | ------- | ------- | ------- | ------------ | ------------ | ------------ | ------------ | ------------ | ------------ | ------ | ------ | ------ | ------ | ------ | ------ | --- |
| Premier League                | 99               | 19      | 18      | 1       | 0       | 52      | 16      | 19           | 14           | 2            | 3            | 33           | 17           | 38     | 32     | 3      | 3      | 85     | 33     | +52 |
| FA Cup                        | Ottavi di finale | 2       | 2       | 0       | 0       | 2       | 0       | 2            | 0            | 1            | 1            | 2            | 4            | 4      | 2      | 1      | 1      | 4      | 4      | +0  |
| League Cup                    | Quarti di finale | 1       | 0       | 1       | 0       | 5       | 5       | 2            | 1            | 0            | 1            | 2            | 5            | 3      | 1      | 1      | 1      | 7      | 10     | -3  |
| Champions League              | 13               | 4       | 2       | 1       | 1       | 9       | 8       | 4            | 2            | 0            | 2            | 6            | 4            | 8      | 4      | 1      | 3      | 15     | 12     | +3  |
| Community Shield              | Finalista        | 0       | 0       | 0       | 0       | 0       | 0       | 1            | 0            | 1            | 0            | 1            | 1            | 1      | 0      | 1      | 0      | 1      | 1      | +0  |
| Supercoppa UEFA               | Vincitore        | 0       | 0       | 0       | 0       | 0       | 0       | 1            | 0            | 1            | 0            | 2            | 2            | 1      | 0      | 1      | 0      | 2      | 2      | +0  |
| Coppa del mondo per club FIFA | Vincitore        | 0       | 0       | 0       | 0       | 0       | 0       | 2            | 2            | 0            | 0            | 3            | 1            | 2      | 2      | 0      | 0      | 3      | 1      | +2  |
| Totale                        | -                | 26      | 22      | 3       | 1       | 68      | 29      | 31           | 19           | 5            | 7            | 49           | 34           | 57     | 41     | 8      | 8      | 117    | 63     | +54 |

### Andamento in campionato
| Giornata  | 1 | 2 | 3 | 4 | 5 | 6 | 7 | 8 | 9 | 10 | 11 | 12 | 13 | 14 | 15 | 16 | 17 | 18 | 19 | 20 | 21 | 22 | 23 | 24 | 25 | 26 | 27 | 28 | 29 | 30 | 31 | 32 | 33 | 34 | 35 | 36 | 37 | 38 |
| --------- | - | - | - | - | - | - | - | - | - | -- | -- | -- | -- | -- | -- | -- | -- | -- | -- | -- | -- | -- | -- | -- | -- | -- | -- | -- | -- | -- | -- | -- | -- | -- | -- | -- | -- | -- |
| Luogo     | C | T | C | T | C | T | T | C | T | C  | T  | C  | T  | C  | C  | T  | C  | T  | T  | C  | C  | T  | C  | T  | C  | T  | C  | T  | C  | T  | C  | T  | C  | T  | C  | T  | C  | T  |
| Risultato | V | V | V | V | V | V | V | V | N | V  | V  | V  | V  | V  | V  | V  | V  | V  | V  | V  | V  | V  | V  | V  | V  | V  | V  | P  | V  | N  | V  | P  | V  | V  | N  | P  | V  | V  |
| Posizione | 1 | 1 | 1 | 1 | 1 | 1 | 1 | 1 | 1 | 1  | 1  | 1  | 1  | 1  | 1  | 1  | 1  | 1  | 1  | 1  | 1  | 1  | 1  | 1  | 1  | 1  | 1  | 1  | 1  | 1  | 1  | 1  | 1  | 1  | 1  | 1  | 1  | 1  |

Fonte:  Premier League – Classifiche, su sport.sky.it, sport.sky.it (archiviato dall'url originale il 5 gennaio 2016).
Legenda:

Luogo: C = Casa; T = Trasferta. Risultato: V = Vittoria; N = Pareggio; P = Sconfitta.

### Statistiche dei giocatori
In corsivo i giocatori che hanno lasciato la squadra a stagione già iniziata.
| Giocatore             | Premier League | Premier League | Premier League | Premier League | FA Cup Football League Cup | FA Cup Football League Cup | FA Cup Football League Cup | FA Cup Football League Cup | Champions League | Champions League | Champions League | Champions League | FA Community Shield Supercoppa UEFA Coppa del mondo per club FIFA | FA Community Shield Supercoppa UEFA Coppa del mondo per club FIFA | FA Community Shield Supercoppa UEFA Coppa del mondo per club FIFA | FA Community Shield Supercoppa UEFA Coppa del mondo per club FIFA | Totale   | Totale | Totale      | Totale     |
| Giocatore             | Presenze       | Reti           | Ammonizioni    | Espulsioni     | Presenze                   | Reti                       | Ammonizioni                | Espulsioni                 | Presenze         | Reti             | Ammonizioni      | Espulsioni       | Presenze                                                          | Reti                                                              | Ammonizioni                                                       | Espulsioni                                                        | Presenze | Reti   | Ammonizioni | Espulsioni |
| --------------------- | -------------- | -------------- | -------------- | -------------- | -------------------------- | -------------------------- | -------------------------- | -------------------------- | ---------------- | ---------------- | ---------------- | ---------------- | ----------------------------------------------------------------- | ----------------------------------------------------------------- | ----------------------------------------------------------------- | ----------------------------------------------------------------- | -------- | ------ | ----------- | ---------- |
| Adrián                | 11             | -10            | 1              | 0              | 3+0                        | -4 + 0                     | 0+0                        | 0+0                        | 3                | -8               | 0                | 0                | 0+1+0                                                             | -0 +-2 + 0                                                        | 0+0+0                                                             | 0+0+0                                                             | 18       | -24    | 1           | 0          |
| T. Alexander-Arnold   | 38             | 4              | 5              | 0              | 0+0                        | 0+0                        | 0+0                        | 0+0                        | 7                | 0                | 1                | 0                | 1+1+2                                                             | 0+0+0                                                             | 0+1+0                                                             | 0+0+0                                                             | 49       | 4      | 7           | 0          |
| Alisson               | 29             | -23            | 0              | 1              | 0+0                        | -0 + 0                     | 0+0                        | 0+0                        | 5                | -4               | 0                | 0                | 1+0+2                                                             | -1 +-0 +-1                                                        | 0+0+0                                                             | 0+0+0                                                             | 37       | -29    | 0           | 1          |
| M. Boyes              | 0              | 0              | 0              | 0              | 0+2                        | 0+0                        | 0+0                        | 0+0                        | 0                | 0                | 0                | 0                | 0+0+0                                                             | 0+0+0                                                             | 0+0+0                                                             | 0+0+0                                                             | 2        | 0      | 0           | 0          |
| R. Brewster           | 0              | 0              | 0              | 0              | 1+2                        | 0+0                        | 0+1                        | 0+0                        | 0                | 0                | 0                | 0                | 0+0+0                                                             | 0+0+0                                                             | 0+0+0                                                             | 0+0+0                                                             | 3        | 0      | 1           | 0          |
| J. Cain               | 0              | 0              | 0              | 0              | 1+0                        | 0+0                        | 0+0                        | 0+0                        | 0                | 0                | 0                | 0                | 0+0+0                                                             | 0+0+0                                                             | 0+0+0                                                             | 0+0+0                                                             | 1        | 0      | 0           | 0          |
| P. Chirivella         | 0              | 0              | 0              | 0              | 3+3                        | 0+0                        | 0+0                        | 0+0                        | 0                | 0                | 0                | 0                | 0+0+0                                                             | 0+0+0                                                             | 0+0+0                                                             | 0+0+0                                                             | 6        | 0      | 0           | 0          |
| I. Christie-Davies    | 0              | 0              | 0              | 0              | 0+1                        | 0+0                        | 0+1                        | 0+0                        | 0                | 0                | 0                | 0                | 0+0+0                                                             | 0+0+0                                                             | 0+0+0                                                             | 0+0+0                                                             | 1        | 0      | 1           | 0          |
| L. Clarkson           | 0              | 0              | 0              | 0              | 1+0                        | 0+0                        | 0+0                        | 0+0                        | 0                | 0                | 0                | 0                | 0+0+0                                                             | 0+0+0                                                             | 0+0+0                                                             | 0+0+0                                                             | 1        | 0      | 0           | 0          |
| N. Clyne              | 0              | 0              | 0              | 0              | 0+0                        | 0+0                        | 0+0                        | 0+0                        | 0                | 0                | 0                | 0                | 0+0+0                                                             | 0+0+0                                                             | 0+0+0                                                             | 0+0+0                                                             | 0        | 0      | 0           | 0          |
| E. Dixon-Bonner       | 0              | 0              | 0              | 0              | 1+0                        | 0+0                        | 0+0                        | 0+0                        | 0                | 0                | 0                | 0                | 0+0+0                                                             | 0+0+0                                                             | 0+0+0                                                             | 0+0+0                                                             | 1        | 0      | 0           | 0          |
| H. Elliott            | 2              | 0              | 0              | 0              | 3+3                        | 0+0                        | 0+0                        | 0+0                        | 0                | 0                | 0                | 0                | 0+0+0                                                             | 0+0+0                                                             | 0+0+0                                                             | 0+0+0                                                             | 8        | 0      | 0           | 0          |
| Fabinho               | 28             | 2              | 6              | 0              | 2+0                        | 0+0                        | 1+0                        | 0+0                        | 7                | 0                | 1                | 0                | 1+1+0                                                             | 0+0+0                                                             | 0+0+0                                                             | 0+0+0                                                             | 39       | 2      | 8           | 0          |
| R. Firmino            | 38             | 9              | 0              | 0              | 2+0                        | 0+0                        | 0+0                        | 0+0                        | 8                | 1                | 0                | 0                | 1+1+2                                                             | 0+0+2                                                             | 0+0+1                                                             | 0+0+0                                                             | 52       | 12     | 1           | 0          |
| T. Gallacher          | 0              | 0              | 0              | 0              | 0+1                        | 0+0                        | 0+0                        | 0+0                        | 0                | 0                | 0                | 0                | 0+0+0                                                             | 0+0+0                                                             | 0+0+0                                                             | 0+0+0                                                             | 1        | 0      | 0           | 0          |
| J. Gomez              | 28             | 0              | 7              | 0              | 2+2                        | 0+0                        | 0+0                        | 0+0                        | 7                | 0                | 2                | 0                | 1+1+2                                                             | 0+0+0                                                             | 0+0+1                                                             | 0+0+0                                                             | 43       | 0      | 10          | 0          |
| J. Hardy              | 0              | 0              | 0              | 0              | 1+0                        | 0+0                        | 0+0                        | 0+0                        | 0                | 0                | 0                | 0                | 0+0+0                                                             | 0+0+0                                                             | 0+0+0                                                             | 0+0+0                                                             | 1        | 0      | 0           | 0          |
| J. Henderson          | 30             | 4              | 2              | 0              | 0+0                        | 0+0                        | 0+0                        | 0+0                        | 6                | 0                | 0                | 0                | 1+1+2                                                             | 0+0+0                                                             | 0+1+0                                                             | 0+0+0                                                             | 40       | 4      | 3           | 0          |
| T. Hill               | 0              | 0              | 0              | 0              | 0+1                        | 0+0                        | 0+0                        | 0+0                        | 0                | 0                | 0                | 0                | 0+0+0                                                             | 0+0+0                                                             | 0+0+0                                                             | 0+0+0                                                             | 1        | 0      | 0           | 0          |
| K. J. Hoever          | 0              | 0              | 0              | 0              | 1+2                        | 0+1                        | 0+0                        | 0+0                        | 0                | 0                | 0                | 0                | 0+0+0                                                             | 0+0+0                                                             | 0+0+0                                                             | 0+0+0                                                             | 3        | 1      | 0           | 0          |
| C. Jones              | 6              | 1              | 0              | 0              | 4+2                        | 2+0                        | 0+0                        | 0+0                        | 0                | 0                | 0                | 0                | 0+0+0                                                             | 0+0+0                                                             | 0+0+0                                                             | 0+0+0                                                             | 12       | 3      | 0           | 0          |
| H. Kane               | 0              | 0              | 0              | 0              | 0+2                        | 0+0                        | 0+0                        | 0+0                        | 0                | 0                | 0                | 0                | 0+0+0                                                             | 0+0+0                                                             | 0+0+0                                                             | 0+0+0                                                             | 2        | 0      | 0           | 0          |
| N. Keïta              | 18             | 2              | 1              | 0              | 0+2                        | 0+0                        | 0+0                        | 0+0                        | 4                | 1                | 0                | 0                | 1+0+2                                                             | 0+0+1                                                             | 0+0+0                                                             | 0+0+0                                                             | 27       | 4      | 1           | 0          |
| C. Kelleher           | 0              | -0             | 0              | 0              | 1+3                        | -0 +-10                    | 0+0                        | 0+0                        | 0                | -0               | 0                | 0                | 0+0+0                                                             | -0 + 0 + 0                                                        | 0+0+0                                                             | 0+0+0                                                             | 4        | -10    | 0           | 0          |
| A. Lallana            | 15             | 1              | 1              | 0              | 2+2                        | 0+0                        | 0+1                        | 0+0                        | 0                | 0                | 0                | 0                | 1+0+2                                                             | 0+0+0                                                             | 0+0+0                                                             | 0+0+0                                                             | 22       | 1      | 2           | 0          |
| Y. Larouci            | 0              | 0              | 0              | 0              | 2+0                        | 0+0                        | 1+0                        | 0+0                        | 0                | 0                | 0                | 0                | 0+0+0                                                             | 0+0+0                                                             | 0+0+0                                                             | 0+0+0                                                             | 2        | 0      | 1           | 0          |
| A. Lewis              | 0              | 0              | 0              | 0              | 1+0                        | 0+0                        | 0+0                        | 0+0                        | 0                | 0                | 0                | 0                | 0+0+0                                                             | 0+0+0                                                             | 0+0+0                                                             | 0+0+0                                                             | 1        | 0      | 0           | 0          |
| A. Lonergan           | 0              | -0             | 0              | 0              | 0+0                        | -0 +-0                     | 0+0                        | 0+0                        | 0                | -0               | 0                | 0                | 0+0+0                                                             | -0 +-0+ 0                                                         | 0+0+0                                                             | 0+0+0                                                             | 0        | 0      | 0           | 0          |
| L. Longstaff          | 0              | 0              | 0              | 0              | 0+1                        | 0+0                        | 0+0                        | 0+0                        | 0                | 0                | 0                | 0                | 0+0+0                                                             | 0+0+0                                                             | 0+0+0                                                             | 0+0+0                                                             | 1        | 0      | 0           | 0          |
| D. Lovren             | 10             | 0              | 1              | 0              | 1+1                        | 0+0                        | 0+0                        | 0+0                        | 3                | 1                | 0                | 0                | 0+0+0                                                             | 0+0+0                                                             | 0+0+0                                                             | 0+0+0                                                             | 15       | 1      | 1           | 0          |
| S. Mané               | 35             | 18             | 3              | 0              | 1+0                        | 0+0                        | 1+0                        | 0+0                        | 8                | 2                | 2                | 0                | 0+1+2                                                             | 0+2+0                                                             | 0+0+1                                                             | 0+0+0                                                             | 47       | 22     | 7           | 0          |
| J. Matip              | 9              | 1              | 0              | 0              | 1+0                        | 0+0                        | 0+0                        | 0+0                        | 1                | 0                | 0                | 0                | 1+1+0                                                             | 1+0+0                                                             | 0+0+0                                                             | 0+0+0                                                             | 13       | 2      | 0           | 0          |
| L. Millar             | 0              | 0              | 0              | 0              | 1+0                        | 0+0                        | 0+0                        | 0+0                        | 0                | 0                | 0                | 0                | 0+0+0                                                             | 0+0+0                                                             | 0+0+0                                                             | 0+0+0                                                             | 1        | 0      | 0           | 0          |
| J. Milner             | 22             | 2              | 3              | 0              | 2+2                        | 0+2                        | 1+0                        | 0+0                        | 8                | 0                | 1                | 0                | 0+1+2                                                             | 0+0+0                                                             | 0+0+1                                                             | 0+0+0                                                             | 37       | 4      | 6           | 0          |
| T. Minamino           | 10             | 0              | 0              | 0              | 3+0                        | 0+0                        | 0+0                        | 0+0                        | 1                | 0                | 0                | 0                | -                                                                 | -                                                                 | -                                                                 | -                                                                 | 14       | 0      | 0           | 0          |
| D. Origi              | 28             | 4              | 1              | 0              | 3+1                        | 0+2                        | 0+0                        | 0+0                        | 6                | 0                | 0                | 0                | 1+1+2                                                             | 0+0+0                                                             | 0+0+0                                                             | 0+0+0                                                             | 42       | 6      | 1           | 0          |
| A. Oxlade-Chamberlain | 30             | 4              | 1              | 0              | 2+2                        | 0+1                        | 0+0                        | 0+0                        | 5                | 3                | 0                | 0                | 1+1+2                                                             | 0+0+0                                                             | 0+0+0                                                             | 0+0+0                                                             | 43       | 8      | 1           | 0          |
| N. Phillips           | 0              | 0              | 0              | 0              | 1+0                        | 0+0                        | 0+0                        | 0+0                        | 0                | 0                | 0                | 0                | 0+0+0                                                             | 0+0+0                                                             | 0+0+0                                                             | 0+0+0                                                             | 1        | 0      | 0           | 0          |
| M. Salah              | 34             | 19             | 1              | 0              | 2+0                        | 0+0                        | 0+0                        | 0+0                        | 8                | 4                | 0                | 0                | 1+1+2                                                             | 0+0+0                                                             | 0+0+1                                                             | 0+0+0                                                             | 48       | 23     | 2           | 0          |
| X. Shaqiri            | 7              | 1              | 0              | 0              | 0+0                        | 0+0                        | 0+0                        | 0+0                        | 1                | 0                | 0                | 0                | 1+0+2                                                             | 0+0+0                                                             | 0+0+0                                                             | 0+0+0                                                             | 11       | 1      | 0           | 0          |
| S. van den Berg       | 0              | 0              | 0              | 0              | 1+3                        | 0+0                        | 0+0                        | 0+0                        | 0                | 0                | 0                | 0                | 0+0+0                                                             | 0+0+0                                                             | 0+0+0                                                             | 0+0+0                                                             | 4        | 0      | 0           | 0          |
| V. van Dijk           | 38             | 5              | 1              | 0              | 1+0                        | 0+0                        | 0+0                        | 0+0                        | 8                | 0                | 0                | 0                | 1+1+1                                                             | 0+0+0                                                             | 0+0+0                                                             | 0+0+0                                                             | 50       | 5      | 1           | 0          |
| G. Wijnaldum          | 37             | 4              | 0              | 0              | 0+0                        | 0+0                        | 0+0                        | 0+0                        | 8                | 2                | 0                | 0                | 1+1+0                                                             | 0+0+0                                                             | 0+0+0                                                             | 0+0+0                                                             | 47       | 6      | 0           | 0          |
| A. Robertson          | 36             | 2              | 2              | 0              | 1+0                        | 0+0                        | 0+0                        | 0+0                        | 8                | 1                | 2                | 0                | 1+1+2                                                             | 0+0+0                                                             | 0+0+0                                                             | 0+0+0                                                             | 49       | 3      | 4           | 0          |
| N. Williams           | 6              | 0              | 1              | 0              | 4+1                        | 0+0                        | 1+0                        | 0+0                        | 0                | 0                | 0                | 0                | 0+0+0                                                             | 0+0+0                                                             | 0+0+0                                                             | 0+0+0                                                             | 11       | 0      | 2           | 0          |